# SV Wacker 04 Bad Salzungen
SV Wacker 04 Bad Salzungen is een Duitse voetbalclub uit Bad Salzungen, Thüringen.

## Geschiedenis
De club werd opgericht in 1904 en sloot zich aan bij de Midden-Duitse voetbalbond. In 1926 promoveerde de club naar de hoogste klasse van de Gauliga Westthüringen. De club eindigde meestal in de middenmoot met een derde plaats in 1929 als beste resultaat. 
In 1933 werd de competitie geherstructureerd. De Midden-Duitse bond werd ontbonden en de vele competities werden vervangen door de Gauliga Mitte en Gauliga Sachsen. De clubs uit West-Thüringen werden te licht bevonden voor de Gauliga Mitte en ook voor de Bezirksklasse Thüringen, die de nieuwe tweede klasse werd, kwalificeerden zich slechts twee teams. Als zesde in de stand bleef de club in de West-Thüringse competitie die als Kreisklasse Westthüringen nu de derde klasse werd. De club slaagde er niet meer in te promoveren. 
Na de Tweede Wereldoorlog werden alle Duitse clubs ontbonden. Na de Duitse hereniging werd de club heropgericht en speelt sindsdien in de anonimiteit van de lagere reeksen.